# Martie 2008
Acest articol este generat integral pe baza informațiilor din articolul 2008 și este actualizat periodic de un robot.
 Editările făcute în articol vor fi șterse la următoarea actualizare! Dacă doriți să faceți modificări, editați articolul-sursă.

ianuarie -
februarie -
martie -
aprilie -
mai -
iunie -
iulie -
august -
septembrie -
octombrie -
noiembrie -
decembrie
Martie 2008 a fost a treia lună a anului și a început într-o zi de sâmbătă.

## Evenimente

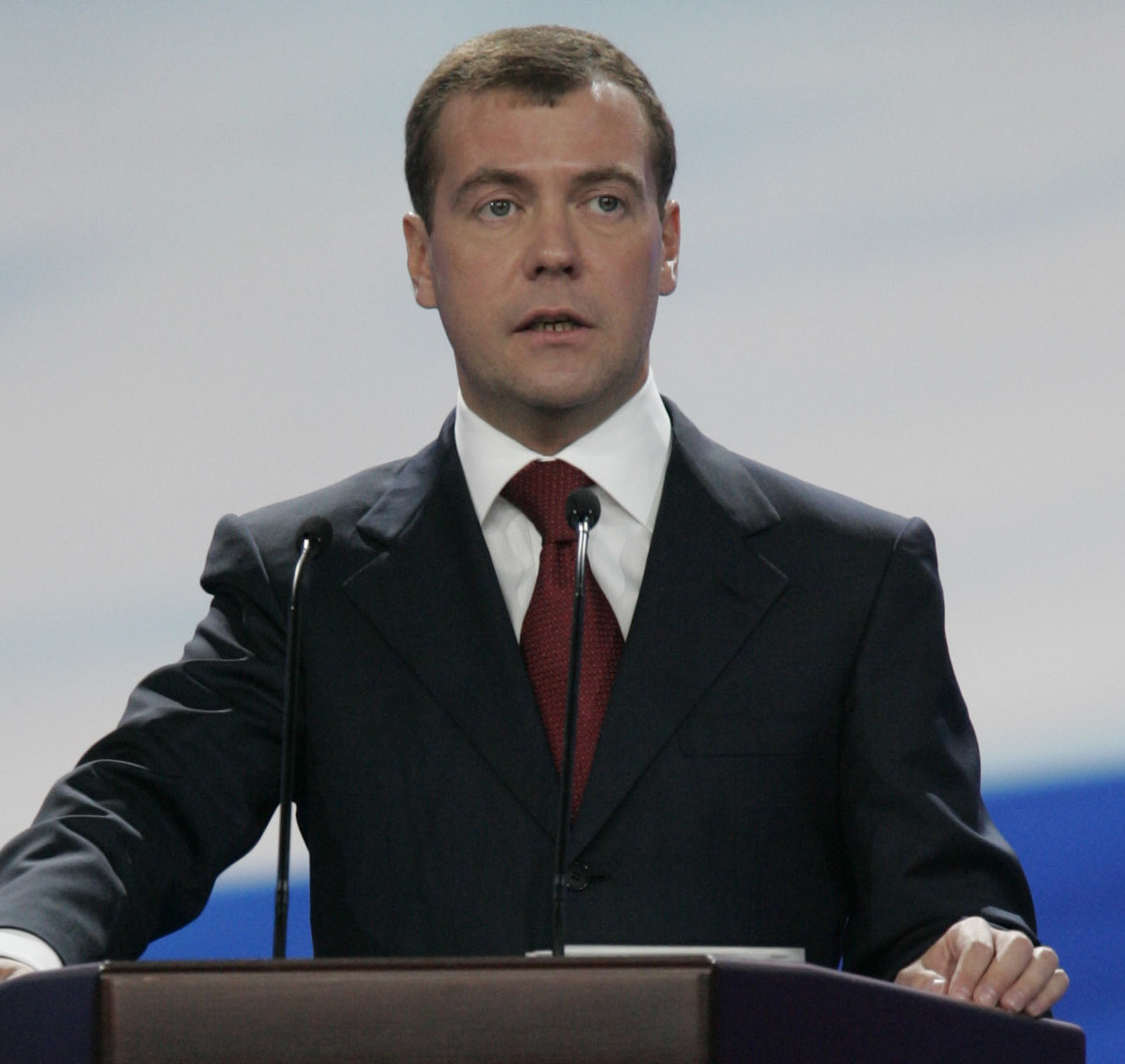
Dmitry Medvedev este ales președinte al Rusiei din primul tur cu 70% din voturile exprimate.

- 2 martie: Alegeri prezidențiale în Rusia: Dmitri Medvedev este ales președinte al Rusiei din primul tur cu 70% din voturile exprimate. Îi succede lui Vladimir Putin din luna mai.
- 3 martie: La Palatul Regal se desfășoară Gala Premiilor Gopo.
- 4 martie: Camera Deputaților din România a adoptat cu 231 de voturi pentru, 11 voturi împotrivă și 18 abțineri, votul uninominal.
- 9 martie: Alegeri generale în Spania. Partidul Socialist condus de prim-ministrul José Luis Rodríguez Zapatero este reales și obține cele mai multe locuri în Camera Deputaților.
- 12 martie: Scriitoarea Monica Lovinescu donează României casa din Paris. Statul român se obligă să înființeze o bursă anuală "Ierunca-Lovinescu" în favoarea studenților români din Franța care vor fi cazați în această casă.
- 13 martie: Președintele sârb, Boris Tadić a semnatul dectretul de dizolvare a parlamentului și convocarea alegerilor legislative anticipate pentru data de 11 mai.
- 14 martie: Alegeri legislative în Iran.
- 14 martie: Arheologii peruani au descoperit ruinele unui templu străvechi despre care se crede că a precedat perioada Imperiului incaș.
- 19 martie: Premierul Republicii Moldova, Vasile Tarlev, și-a dat demisia pentru a permite schimbarea guvernului.

## Decese
- 2 martie: Jules Perahim (n. Jules Blumenfeld), 93 ani, pictor român de etnie evreiască (n. 1914)
- 3 martie: Giuseppe Di Stefano, 86 ani, solist italian de operă (tenor), (n. 1921)
- 4 martie: Emil Puni, 91 ani, deținut politic român (n. 1916)
- 5 martie: Radu Z. Tudose, 79 ani, chimist român (n. 1928)
- 6 martie: Peter Poreku Dery, 89 ani, arhiepiscop catolic de Tamale, Ghana (n. 1918)
- 6 martie: Gustaw Holoubek, 84 ani, actor polonez (n. 1923)
- 7 martie: Leon Greenman, 97 ani, militant britanic antifascist și supraviețuitor al Lagărului de concentrare Auschwitz (n. 1910)
- 7 martie: Luisa Isabel Álvarez de Toledo, 71 ani, istoric și scriitoare spaniolă (n. 1936)
- 11 martie: Akemi Negishi, 73 ani, actriță japoneză (n. 1934)
- 12 martie: Ovidiu Iuliu Moldovan, 66 ani, actor român (n. 1942)
- 12 martie: Erwin Geschonneck, actor german de teatru si film (n. 1906)
- 14 martie: Chiara Lubich (n. Silvia Lubich), 88 ani, activistă italiană catolică, liderul și fondatorul Mișcării Focolare (n. 1920)
- 16 martie: Mihai Dolgan, 66 ani, interpret de muzică ușoară din R. Moldova (n. 1942)
- 16 martie: Johannes Michael Schnarrer, 42 ani, profesor german de etică socială (n. 1965)
- 17 martie: Ioan Mihălțan, 81 ani, episcop român (n. 1926)
- 17 martie: Emmerich Stoffel, 95 ani, comunist român (n. 1913)
- 18 martie: Anthony Minghella, 54 ani, regizor, scenarist britanic (n. 1954)
- 18 martie: Anton Pongratz (aka Antal Pongrácz), 73 ani, scrimer român (n. 1948)
- 19 martie: Arthur Charles Clarke, 90 ani, scriitor britanic (n. 1917)
- 19 martie: Hugo Claus (n. Hugo Maurice Julien Claus), 78 ani, scriitor și regizor belgian (n. 1929)
- 19 martie: Philip Jones Griffiths, 72 ani, fotograf britanic (n. 1936)
- 19 martie: Paul Scofield (David Paul Scofield), 86 ani, actor britanic (n. 1922)
- 20 martie: Alexandru Custov, 53 ani, fotbalist român (n.1954)
- 21 martie: Gadzhi Abashilov, 57 ani, jurnalist rus (n. 1950)
- 21 martie: Marcel Aderca, 88 ani, traducător român (n. 1920)
- 21 martie: Klaus Dinger, 61 ani, muzician german (Kraftwerk), (n.1946)
- 21 martie: John List, 82 ani, criminal american (n. 1925)
- 21 martie: Sofia Ionescu-Ogrezeanu, 87 ani, medic român (n.1920)
- 23 martie: Lella Cincu, 84 ani, soprană română (n.1923)
- 23 martie: Mariana Kahane, 85 ani, cercetătoare, folcloristă și etnomuzicologă româncă (n. 1922)
- 24 martie: Boris Dvornik, 68 ani, actor croat de film și teatru (n. 1939)
- 24 martie: Richard Widmark (Richard Weedt Widmark), 93 ani, actor american de film (n. 1914)
- 26 martie: Erwin Wickert (Erwin Otto Humin Wickert), 93 ani, diplomat și scriitor german (n. 1915)
- 27 martie: Jean-Marie Balestre, 86 ani, președintele FISA (1979-1986), și președintele FIA (1986-1993), (n. 1921)
- 27 martie: George-Mihail Pruteanu, 60 ani, lingvist, eseist și politician român (n. 1947)
- 28 martie: Peter Weber, 60 ani, ornitolog, deputat român (1990-1992), (n. 1947)
- 31 martie: Jules Dassin (n. Julius Dassin), 96 ani, regizor american (n. 1911)